# Schutzhaus Latzfonser Kreuz
Das Schutzhaus Latzfonser Kreuz (auch Latzfonser-Kreuz-Hospiz oder Heiligkreuzhütte, ital. Rifugio Santa Croce di Lazfons) ist eine Schutzhütte in den Sarntaler Alpen in Südtirol. Sie liegt auf einer Höhe von 2311 m s.l.m. südlich der Kassianspitze und östlich der Lückl-Scharte (2376 m), einem Übergang zwischen Tinnetal und Durnholzer Tal bzw. großräumiger dem Eisacktal und dem Sarntal. Etwas unterhalb der Hütte befindet sich das Latzfonser Kreuz (2300 m), eine Pilgerstätte mit Wallfahrtskirche, in der in den Sommermonaten der Schwarze Herrgott untergebracht ist, ein schwarzes, geschnitztes Kruzifix.

## Geschichte
Die erste Hütte am Latzfonser Kreuz wurde um 1800 errichtet, also vor der Grünhornhütte, der ersten Schutzhütte eines alpinen Vereins, die im Jahr 1863 gebaut wurde. Allerdings diente die damalige Hütte am Latzfonser Kreuz nicht Bergsteigern, sondern Pilgern als Unterkunft. Im Jahr 1850 wurde dieses Hospiz durch einen Brand zerstört, bei dem ein Mann umkam, der möglicherweise den Brand verursacht hatte.
Der Deutsche und Österreichische Alpenverein und das erzbischöfliche Generalvikariat in Trient setzen sich aufgrund des regen Besuchs am Wallfahrtsort für einen Neuaufbau ein. Das Vorhaben scheiterte dann zunächst an Geldmangel und die Aufgabe fiel wieder an die Gemeinde Latzfons zurück. Die neu erbaute Hütte entsprach wiederum nur sehr bescheidenen Ansprüchen. Das legendär gewordene „Gasser-Moidele“ sorgte nun für das leibliche Wohl der Pilger – eine gutherzige Frau, die aber auch resolut werden konnte, wenn jemand nach Verköstigung von zu vielem Wein den Kirchenbesuch vernachlässigte. Noch vor der Wende zum 20. Jahrhundert zählten nicht nur Wallfahrer zu den Gästen, sondern auch Bergsteiger, die zwar die Bewirtschaftung lobten, aber über die Nachtlager in der Dachkammer klagten. Deshalb bot 1890 die Sektion Bozen des Deutschen und Österreichischen Alpenvereins (DuOeAV) ihre finanzielle Hilfe zur Erweiterung der Hütte an, später bekundete der DuOeAV die Absicht, die Hütte zu kaufen. Die Gemeinde Latzfons lehnte beides ab.
Nach dem Ersten Weltkrieg erwogen die Latzfonser einen Neubau, und 1936 wurde bereits Bauholz hinaufgetragen. Der Ausbruch des Zweiten Weltkriegs verhinderte die Bautätigkeit, und 1940 wurde das verwahrloste Haus von Hirten als Schafstall benutzt. 1947 wurde die Hütte wegen Baufälligkeit endgültig geschlossen. Der damalige Pfarrer von Latzfons, Bartholomäus Terzer, beschloss die Hüttenruine zu kaufen, da die Gemeindeverwaltung nicht bereit war, eine neue Hütte zu erbauen. Mit Zustimmung des Latzfonser Gemeinderats begann 1951 der Wiederaufbau. Mit vielen freiwilligen Helfern, Holz- und Geldspenden konnte das heutige Schutzhaus im Sommer 1952 fertiggestellt werden. Seitdem wurden immer wieder kleinere Renovierungen und Erweiterungen vorgenommen.
Weitere Einzelheiten zur Geschichte der Wallfahrtskirche und der Pilgerstätte können dem Artikel Latzfonser Kreuz entnommen werden.

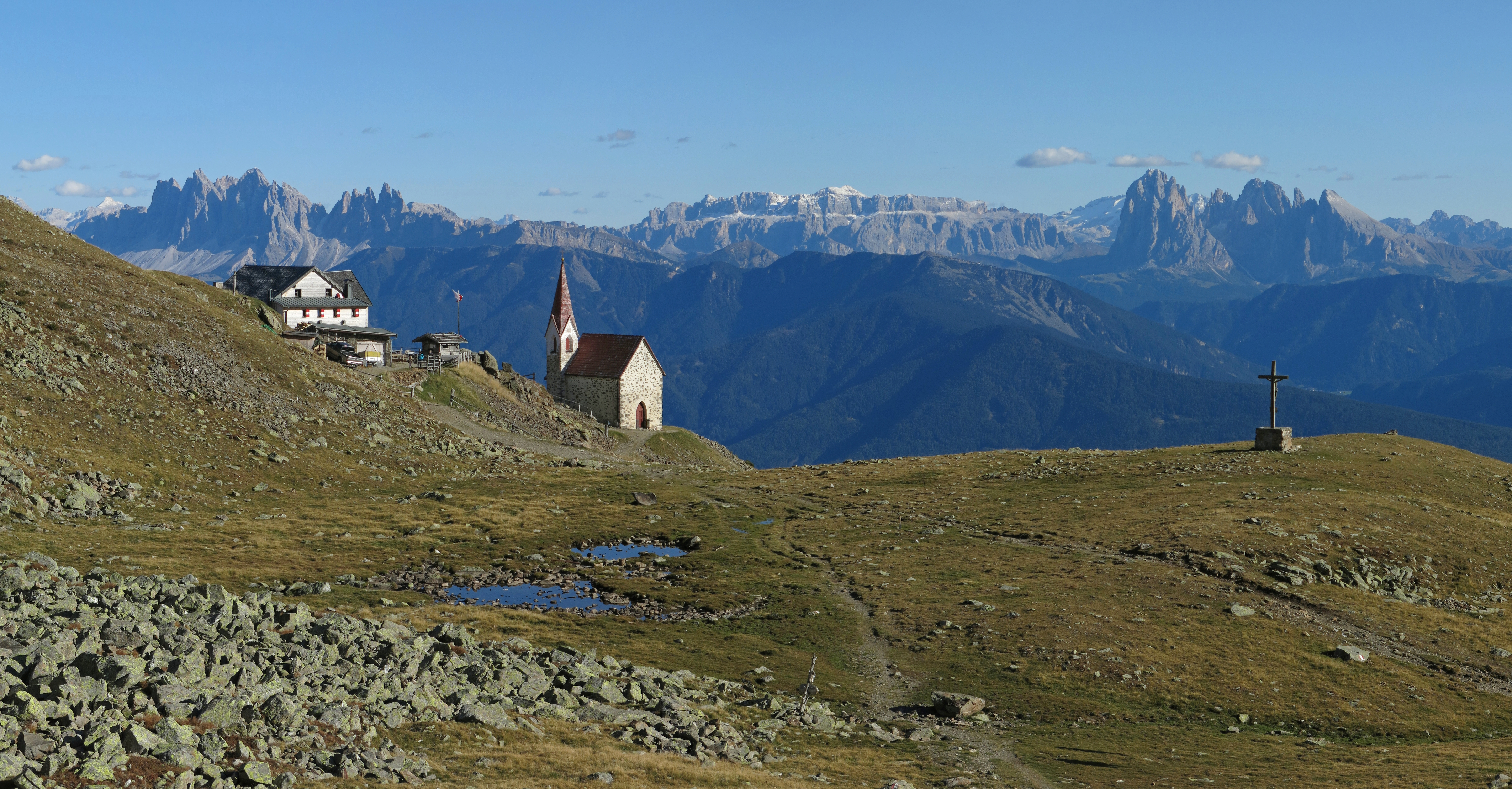
Schutzhaus und Wallfahrtskirche mit Dolomiten

## Anstiegsmöglichkeiten
Die Hütte ist sowohl von Westen, von der Sarner Seite, als auch von Osten, von Latzfons oberhalb des Eisacktals, zu erreichen. Der kürzeste Anstieg führt von Osten vom Parkplatz Kasereck (1959 m) in 1½ Stunden zur Hütte, weitere ostseitige Anstiege führen von den Parkplätzen Steineben oder Kühhof über die Klausner Hütte und beanspruchen etwa 2 Stunden. Von Reinswald im Durnholzer Tal kann man in 3 Stunden über die Gertrumalm und die Lückl-Scharte zum Latzfonser Kreuz gelangen.

## Tourenmöglichkeiten
Die meist begangene Tour vom Latzfoner Kreuz ist die Besteigung der Kassianspitze (2581 m). Diese kann in 45 Minuten auf markiertem Steig erreicht werden. Auch die Überschreitung des gesamten Kamms inklusive der beiden Nebengipfel der Kassianspitze, Ritzlar und Samspitze, ist möglich. Der Anstieg zum Ritzlar ist etwas ausgesetzt und erfordert Trittsicherheit, für den Besuch aller drei Gipfel sind ungefähr 2 Stunden zu veranschlagen.
Der Reinswalder Höhenweg führt in 6,0 Stunden und mit 600 hm über Kassianspitze 2581 m, Getrumspitze 2569 m, Getrumjoch 2585 m Plankenhorn 2589 m und Sattele 2491 m.
Über den Radlsee kommt man in 6 Stunden auf die Königsangerspitze 2436 m und weiter über Lorenzischarte 2198 m und Fortschellscharte 2299 m in 6 Stunden zurück zur Hütte.
Die Hütte liegt am Weg der sogenannten Sarntaler Hufeisentour, die in sechs bis sieben Tagen Ost- und Westkamm der Sarntaler Alpen durchquert.

## Nachbarhütten
Folgende Übergänge zu anderen Hütten sind möglich:
- Klausner Hütte (1923 m) in 1 Stunde,
- Flaggerschartenhütte (2481 m) in 4 bis 5 Stunden,
- Radlseehütte (2284 m) in 2½ Stunden,
- Rittner-Horn-Haus (2259 m) in 4½ Stunden.